# Geraldine Lawhorn
Geraldine Jerrie Lawhorn (Dayton, Ohio, 31 de diciembre de 1916 - Chicago, 3 de julio de 2016) fue un símbolo de la comunidad estadounidense de sordociegos, además de intérprete de performance, actriz, pianista y profesora en el Instituto Hadley para Ciegos y Discapacitados Visuales. A los 67 años, se convirtió en la primera persona afroamericana sordociega en obtener un título universitario en los Estados Unidos y en la sexta persona sordociega en los Estados Unidos en conseguirlo.

## Biografía

### Primeros años
Geraldine Jerrie Lawhorn nació el 31 de diciembre de 1916 en Dayton, Ohio. Sus padres, Pearl Walker y William Bert Lawhorn, eran músicos y gerentes de una sala de cine en Dayton. Tenía dos hermanos mayores, Melvin y Wendell Lawhorn.

### Discapacidad, etapa escolar y discriminación
Lawhorn tenía unos ocho años cuando los médicos descubrieron que tenía una afección ocular. No podía ver bien y tenía dificultades para leer. Sus padres pensaban que la religión podría ayudarla, así que Lawhorn asistió a muchas reuniones de la iglesia. A los doce años, perdió la vista, aunque aún podía percibir un destello de luz. Los médicos nunca encontraron la causa de su ceguera. Lawhorn tuvo que asistir a la Sight-Saving Room de la Sherwood Grammar School, que proporcionaba ayudas a los alumnos con discapacidad visual, y aprender el idioma braille. Como siguió asistiendo a clases con estudiantes videntes, su integración en la escuela no fue fácil, siendo abucheada, estigmatizada y discriminada por sus compañeros.
Tras ello, Lawhorn asistió al Departamento de Braille del Instituto Superior Marshall, donde se interesó en la escritura y oratoria y ganó varios premios por sus cuentos. En esa etapa, comenzó a perder progresivamente su audición, así que tuvo que aprender un nuevo modo de comunicación, el alfabeto de una mano, y se unió a un programa académico especial en la sala Braille. A pesar de esta circunstancia, Lawhorn siguió mejorando sus habilidades de escritura, llegando a ganar un concurso en Chicago con su cuento Gifty escribió la novela The Needle Swingers' Baby.

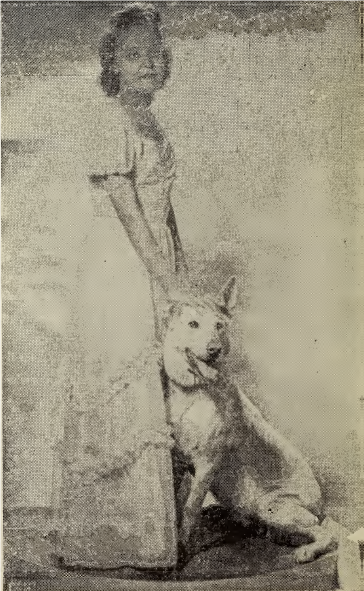
Geraldine Lawhorn y su perro Blondie antes de 1954

### Etapa artística
Lawhorn se graduó en la escuela secundaria con honores. Sin embargo, no pensaba continuar su educación. Recibió una beca de la hermandad de mujeres AKA con la que decidió realizar un curso por correspondencia de escritura de cuentos cortos ofrecido por la Universidad de Columbia. El Instituto Hadley para Ciegos y Discapacitados Visuales le proporcionó el material en braille para poder realizarlo. En esa época, la Organización Juvenil Católica realizó un experimento para comprobar si los perros podían guiar a las personas ciegas. Lawhorn se ofreció para participar y recibió un perro, Blondie, que pudo conservar.
A los 19 años, Lawhorn perdió por completo su audición, lo que le suposo un trauma emocional. Los médicos atribuyeron esta discapacidad a la enfermedad del sarampión que sufrió con cinco años. Sin embargo, Lawhorn no permaneció inactiva y siguió involucrándose en muchas actividades. Asistió a las reuniones mensuales del Fellowship Circle of the Blind, donde descubrió la actuación dramática, y comenzó a escribir obras de teatro para conseguir becas. Lawhorn realizó su primer recital dramático de larga duración el 2 de mayo de 1940 en el Poro College.
A Lawhorn le fueron negadas muchas becas por sus discapacidades. Así que decidió desarrollar sus habilidades artísticas, para lo que le fue concendida una ayuda para cursar clases de teatro del Comité de Becas de Springfield. La directora de drama del Chicago Piano College, Bessie Henderson, la formó en escritura creativa, dicción y a hablar en público y actuar. Además, aunque no podía escuchar el piano, pero sí sentir sus vibraciones, Lawhorn recibía clases de música una vez por semana.
En 1942, Lawhorn fue admitida en el Conservatorio Americano de Música en Chicago, donde estudió durante cuatro años. Dio monólogos en los programas de la United Service Organizations y fue voluntaria en la división de costura de la Cruz Roja Americana, recibiendo una medalla por su dedicación. La Asociación de Servicio a Ciegos seleccionó a Lawhorn para audicionar para la Reuben's Amateur Hour en una de las principales emisoras de Chicago. Aunque no ganó, esto la hizo popular. También apareció en programas de televisión como Someone You Should Know, The Phil Donahue Show y Ripley's Believe It or Not.

### Vida personal y retiro artístico
En la fiesta de celebración de su 25 cumpleaños, Lawhorn conoció a Hap, un amigo de su hermano con quien se casó. En ese momento decidió detener sus actividades artísticas para cuidar de su hogar, a pesar de la oposición de su madre. En 1944, se divorció y a Lawhorn afirmó que casarse había sido un error, no volviendo a hacerlo nunca.

### Nueva York y su etapa como monologuista (1946–1966)
En 1946, Lawhorn y su madre se mudaron a la ciudad de Nueva York, donde permanecieron dos años. En esa etapa su perro Blondie falleció, cayendo en una depresión durante mucho tiempo.  
Se instalaron en Queens en la casa de Frank Wilson, un actor del Circuito de Broadway que la ayudó a encontrar oportunidades para actuar sobre los escenarios. Su primera actuación en la ciudad de Nueva York fue en su iglesia y la segunda en el Carnegie Hall. También se encontró entre bastidores con los actores Ezio Pinza, Mary Martin y Juanita Hall después de asistir a una representación del musical South Pacific.
Lawhorn no tenía un mánager que la ayudara con su carrera artística. Su madre Pearl Walker y Frank Wilson recogían los comentarios del público en el backstage para ayudarla a mejorar sus espectáculos. Se inspiró en los artistas callejeros neoyorquinos, su entorno y su vida cotidiana. Su monólogo se titulaba Corazones proyectados. Formó parte del Celestial Choral Ensemble of the Blind, y presentó dos de sus conciertos en la Feria Mundial de Nueva York de 1964.
Lawhorn se involucró en muchas actividades cívicas, como un programa para adultos discapacitados en el que aprendió natación, bolos, cerámica, aeróbic y a bailar rumba, mambo, tango y pasodoble. Ahí también recibió lecciones de piano y aprendió musicografía Braille, lo que le abrió las puertas del Colegio de Música de Nueva York, donde estudió piano.
Lawhorn quería obtener un título universitario cuando en aquella época solo tres personas sordociegas lo habían conseguido, entre quienes estaban la escritora y activista Helen Keller y el presidente del Instituto Internacional Hadley para Ciegos y Discapacitados Visuales, Richard Kinney. Sin embargo, su asesor le recomendó que usara su beca para mejorar sus habilidades teatrales, así que se inscribió en el Brown Adams Professional Actors Studio, en Broadway. Apareció en programas de televisión y ganó varios premios, como el Premio al mejor monólogo de la revista comercial Show Business. El Ebony Magazine escribió un extenso artículo de ocho páginas sobre su vida. También fue columnista de revistas Braille y escribió cuentos para Skylark.
En 1966, Lawhorn fue invitada a la Conmemoración del Centenario de Anne Sullivan, instructora de Helen Keller, en la Catedral nacional de Washington, patrocinada por la Escuela de Perkins para Ciegos y el Hogar Industrial para Ciegos. Durante la ceremonia, Lawhorn recibió, junto a otros siete adultos sordociegos, la Medalla de Oro Anne Sullivan. Durante el evento, Kinney la invitó a convertirse en instructora en la Escuela Hadley para un nuevo curso por correspondencia, lo que supuso su vuelta a Chicago en 1967.

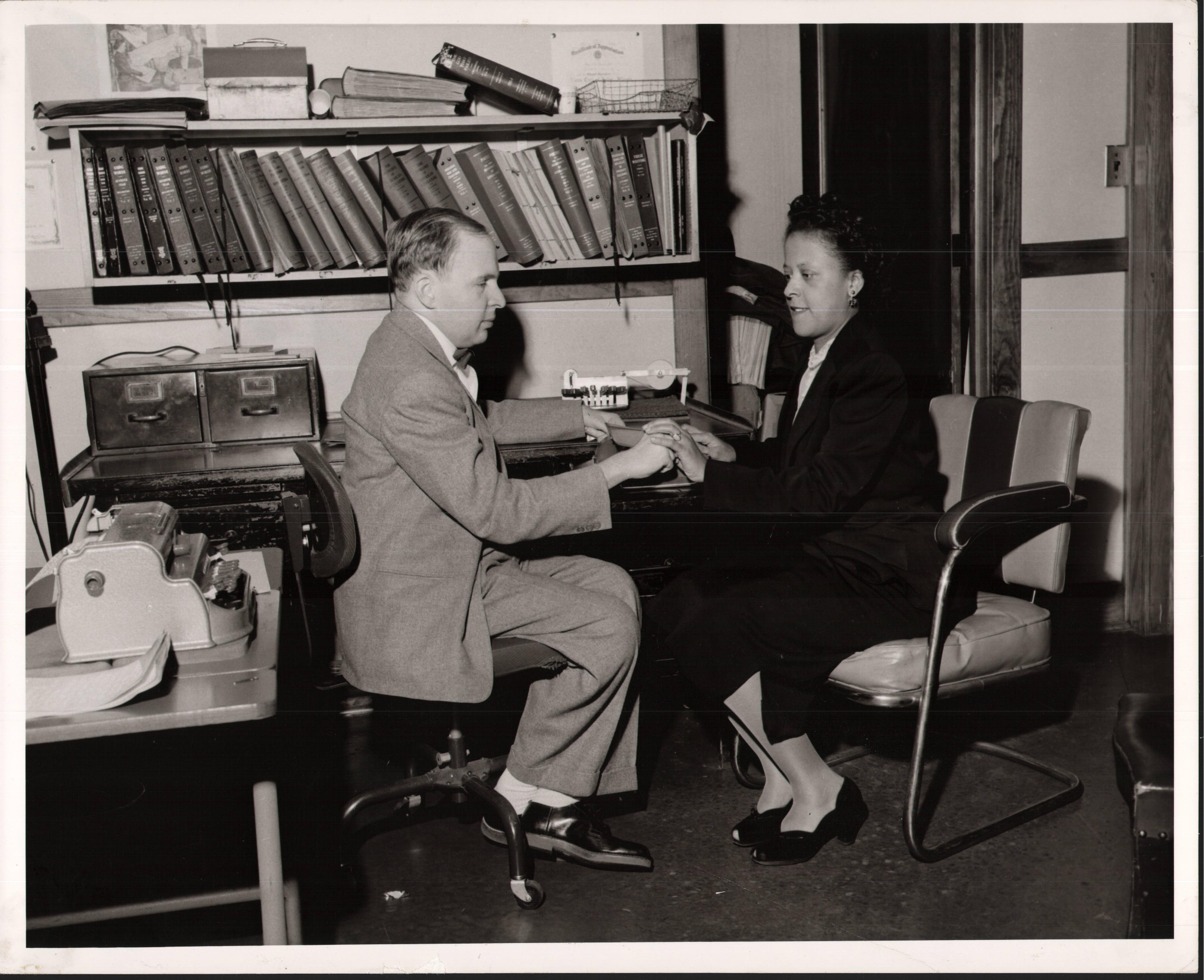
Geraldine Lawhorn y Richard Kinney firmando

### Regreso a Chicago
Ya en Chicago, Lawhorn participó en un programa de capacitación, ofrecido por el Programa Anne Sullivan Macy, hoy conocido como el Centro Nacional Helen Keller para Jóvenes y Adultos Sordociegos, en Jamaica, Nueva York. Lawhorn fue profesora de dos cursos por correspondencia, Vida independiente para quienes no tienen vista ni oído y Escritura de versos y poesía, este último gratuito.
Lawhorn asistió en ocasiones a las reuniones y conferencias del personal en Winnetka. Se hizo amiga de Richard Kinney, quien fue para ella una fuente de inspiración. Continuó con su labor como oradora y ponente en clubes, convenciones y seminarios. De hecho, fue la oradora principal en la Segunda Conferencia Internacional de la Asociación para la Educación y Rehabilitación de Ciegos y Personas con Discapacidades Visuales en el McCormick Center Hotel de Chicago.
La madre de Lawhorn falleció en 1972, así que esta tuvo que comenzar a utilizar nuevos equipos de ayuda para ser más independiente: el accesorio Code-Com para sordociegos, que emitía señales cuando recibía llamadas de teléfono y un Optacon que le proporcioná la Escuela Hadley para leer materiales impresos.

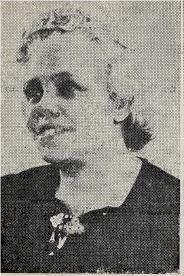
Pearl Walker, madre de Geraldine Lawhorn antes de 1954

Asistió a la convención de la Asociación Americana de Sordociegos en la Universidad de Washington, junto con otras 175 personas sordociegas. Estuvo presente en la ceremonia del 80 cumpleaños de Helen Keller organizada por el Hogar Industrial para Ciegos en Brooklyn y en su centenario el 27 de junio de 1980, celebrado en Boston. Lawton también trabajó con la tercera edad y familias sordociegas, además de ser muy solidaria.

### Título universitario
Lawhorn estaba decidida a lograr un título universitario. Se matriculó en el University Without Walls de la Northeastern Illinois University. El 23 de marzo de 1983, con 67 años, Lawhorn obtuvo su título de grado en rehabilitación de adultos sordociegos de la Northeastern Illinois University, convirtiéndose en la primera persona afroamericana sordociega en graduarse de la universidad y en la sexta persona sordociega en los Estados Unidos en conseguirlo. El acto de graduación tuvo lugar el 12 de junio de 1983, siendo retransmitida por tres canales de televisión.
Lawhorn continuó activa en la comunidad de sordos y ciegos para alentar a las personas en esa situación a nunca darse por vencidas y "seguir intentándolo". En 1991, Lawhorn publicó su autobiografía titulada On different Roads.

### Últimos años
En la década de 2000, Lawhorn viajó por los Estados Unidos para formar a las personas sobre la manera de enseñar a las personas sordociegas. Vivía sola en su apartamento de South Side de Chicago. A pesar de todo, le hubiera gustado poder conducir y ser más activa en la causa de los sordociegos.
En 2011, Lawhorn se retiró tras 40 años como profesora. Además, fue tesorera del Club de Adultos Sordos y Ciegos de Chicago y miembro de la Junta Asesora de Servicios para Personas Sordas y Ciegas de Illinois dirigida por el exgobernador James Thompson.

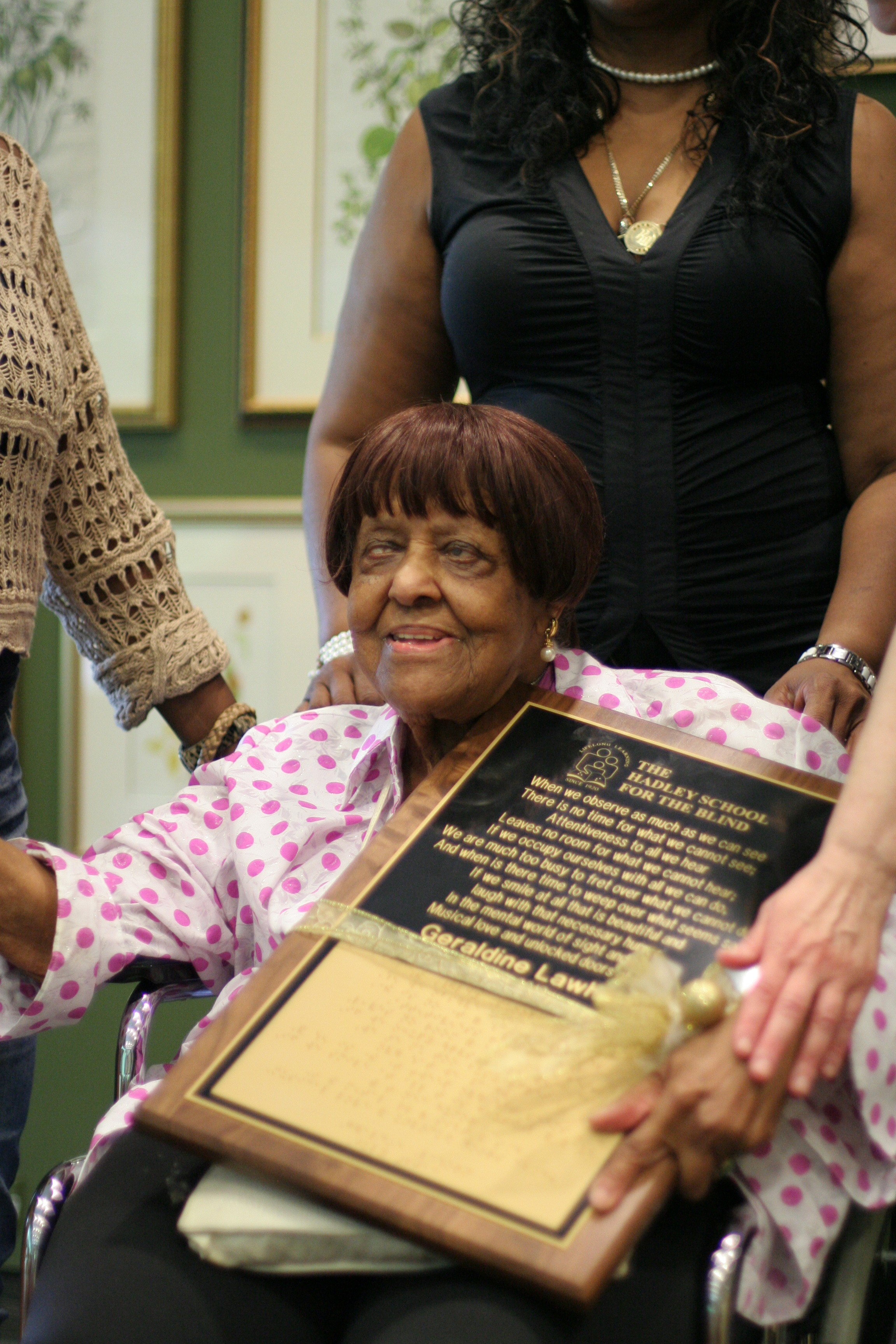
Geraldine Lawhorn recibiendo un premio del Instituto Hadley para Ciegos y Discapacitados Visuales. En la esquina superior derecha, su intérprete Charita Graham.

Lawhorn murió el 3 de julio de 2016 en el Weiss Memorial Hospital en el North Side de Chicago, dejando todo su patrimonio al Instituto Hadley para Ciegos y Discapacitados Visuales.

## Obra
- Lawhorn, Geraldine (1991). On different roads : an autobiography (1st edición). New York: Vantage Press. ISBN 0533088240.  Lawhorn, Geraldine (1991). On different roads : an autobiography (1st edición). New York: Vantage Press. ISBN 0533088240.  Lawhorn, Geraldine (1991). On different roads : an autobiography (1st edición). New York: Vantage Press. ISBN 0533088240.
- Lawhorn, Geraldine. Petals of View. American Printing House for the Blind.
- Geraldine, Lawhorn (1954). While It Is Day. American Printing House for the Blind.

## Reconocimientos
Lawhorn recibió varios premios y reconocimientos a lo largo de su vida como el Premio al mejor monólogo de la revista comercial Show Business. En 1966, Lawhorn recibió, junto a otros siete adultos sordociegos, la Medalla de Oro Anne Sullivan durante la conmemoración del centenario de la profesora estadounidense Anne Sullivan, en la Catedral nacional de Washington.
En 2005, recibió el noveno premio anual Mercedes Mentor en Chicago. En 2011, la Cámara de Comercio de Winnetka-Northfield le otorgó el premio a la Maestra del Año de Winnetka. También fue incluida en el Salón de la Fama de Personas con Discapacidad de Chicago y recibió el Premio Challenge of Living de la Escuela Hadley.
En 1983, tras obtener su título universitario, David Hartman la entrevistó en el programa de televisión nacional Good Morning America, y el 17 de junio de ese año, Lawhorn recibió una carta de felicitación por su logro del presidente Ronald Reagan. También ha aparecido en varias ocasiones en prensa, como en el Ebony Magazine
En 1985, el escritor Zig Ziglar la mencionó en su libro Steps to the Top como modelo de perseverancia y el director de cine indio Sanjay Leela Bhansali se sirvió de su autobiografía como fuente de inspiración para su película de 2005, Black.

## Publicaciones
- Mellor, C. Michael (2006). Louis Braille: A Touch of Genius (en inglés). National Braille Press. ISBN 9780939173709.
- Tuttle, Dean W.; Tuttle, Naomi R. (2004). Self-esteem and Adjusting with Blindness: The Process of Responding to Life's Demands (en inglés). Charles C Thomas Publisher. ISBN 9780398075088.
- Sauerburger, Dona (1993). Independence Without Sight Or Sound: Suggestions for Practitioners Working with Deaf-blind Adults (en inglés). American Foundation for the Blind. ISBN 9780891282464.
- Longmore, edited by Susan Burch ; foreword by Paul K. (2009). Encyclopedia of American disability history. New York: Facts on File. ISBN 9780816070305.